# Hadji Ismayilov
Hadji Ismayilov (en azéri: Hacı Məcid oğlu İsmayılov; né le 22 janvier 1944 à Bakou) est un acteur de cinéma et de théâtre, Artiste du peuple de l'Azerbaïdjan (2000).

## Biographie
En 1963, Hadji  Madjid oghlu Ismayilov entre à la faculté d'art dramatique et de théâtre de l'Institut national du théâtre d'Azerbaïdjan, du nom de Mirzaagha Aliyev. Il est invité à travailler comme acteur au Théâtre dramatique d'État de Sumgayit et commence à travailler dans la troupe de jeunes le 2 septembre 1968. Dans ce théâtre, il joue le rôle du derviche Mastelishah dans la comédie de Mirza Fatali Akhundov Monsieur Jordan et le derviche Mastelishah, le rôle de Jeffy dans le drame de J. Patrick Cette curieuse Mme Savage, de Samander dans la comédie de A. Papayan Oui, le monde a changé et de M. Mammadali dans la pièce de Dj. Djabbarli "Sévil". Il travaille au Théâtre dramatique national académique depuis le 16 février 1970. Il joue le rôle du deuxième esclave dans la tragédie Khayyam de H. Javid.
Pour la première fois au studio de cinéma Azerbaijanfilm, il  joue le rôle de Mustafa dans le film Anniversaire et  obtient un grand succès avec ce rôle. Le 22 avril 1980, il reçoit le titre de Lauréat du Prix d'État de la République.
Le 17 mai 1989, H.Ismayilov reçoit le titre d'Artiste émérite de la RSS d'Azerbaïdjan et le 18 décembre 2000, le titre d'Artiste du peuple de la République d'Azerbaïdjan. Il est retraité présidentiel. Il a reçu la médaille Artiste créée par l'Union des travailleurs du théâtre d'Azerbaïdjan. Le 21 janvier 2019, il est décoré de l'Ordre de la Gloire (Azerbaïdjan).